# 北海道道150号摩周湖中標津線
北海道道150号摩周湖中標津線（ほっかいどうどう150ごう ましゅうこなかしべつせん）は、北海道斜里郡清里町から標津郡中標津町に至る北海道道（主要地方道）である。冬期通行止め区間がある。

## 概要

### 路線データ
- 起点：北海道斜里郡清里町摩周湖畔（裏摩周展望台）
- 終点：北海道標津郡中標津町東2条南11丁目（国道272号交点）
- 総延長：45.703 km
- 実延長：40.908 km
- 重用延長：4.795 km

### 道路管理者
- オホーツク総合振興局 網走建設管理部 斜里出張所
- 釧路総合振興局 釧路建設管理部 弟子屈出張所
- 釧路総合振興局 釧路建設管理部 中標津出張所

## 歴史
- 1993年（平成5年）5月11日 - 建設省から、道道中標津斜里線の一部・道道裏摩周線が摩周湖中標津線として主要地方道に指定される[1]。
- 1994年（平成6年）
  - 4月1日 - 1113号として路線認定[2]。
    - 道道1034号中標津斜里線の一部区間（中標津町 - 清里峠）と、道道1035号裏摩周線（清里峠 - 弟子屈町摩周湖畔）を合わせて再認定したものである。
    - 道道1034号中標津斜里線の残り区間は、道道1115号摩周湖斜里線に認定された。

  - 10月1日 - 路線番号を150号に変更[3]。

## 路線状況

### 重複区間
- 北海道道1115号摩周湖斜里線（清里町摩周湖畔 - 清里町清里峠）
- 北海道道505号養老牛計根別停車場線（中標津町字西竹 - 中標津町字養老牛）
- 北海道道69号中標津空港線（中標津町北中 - 中標津町東2条南11丁目）

### 冬期交通規制（通行止め）
- 清里町国有林1025林班（裏摩周展望台〔起点〕） - 清里町国有林1026林班（裏摩周ゲート）
区間延長：2.7 km
- 中標津町養老牛（町道養老線牛54交点） -  中標津町養老牛473-1地先
区間延長：1.1 km

### 道路施設

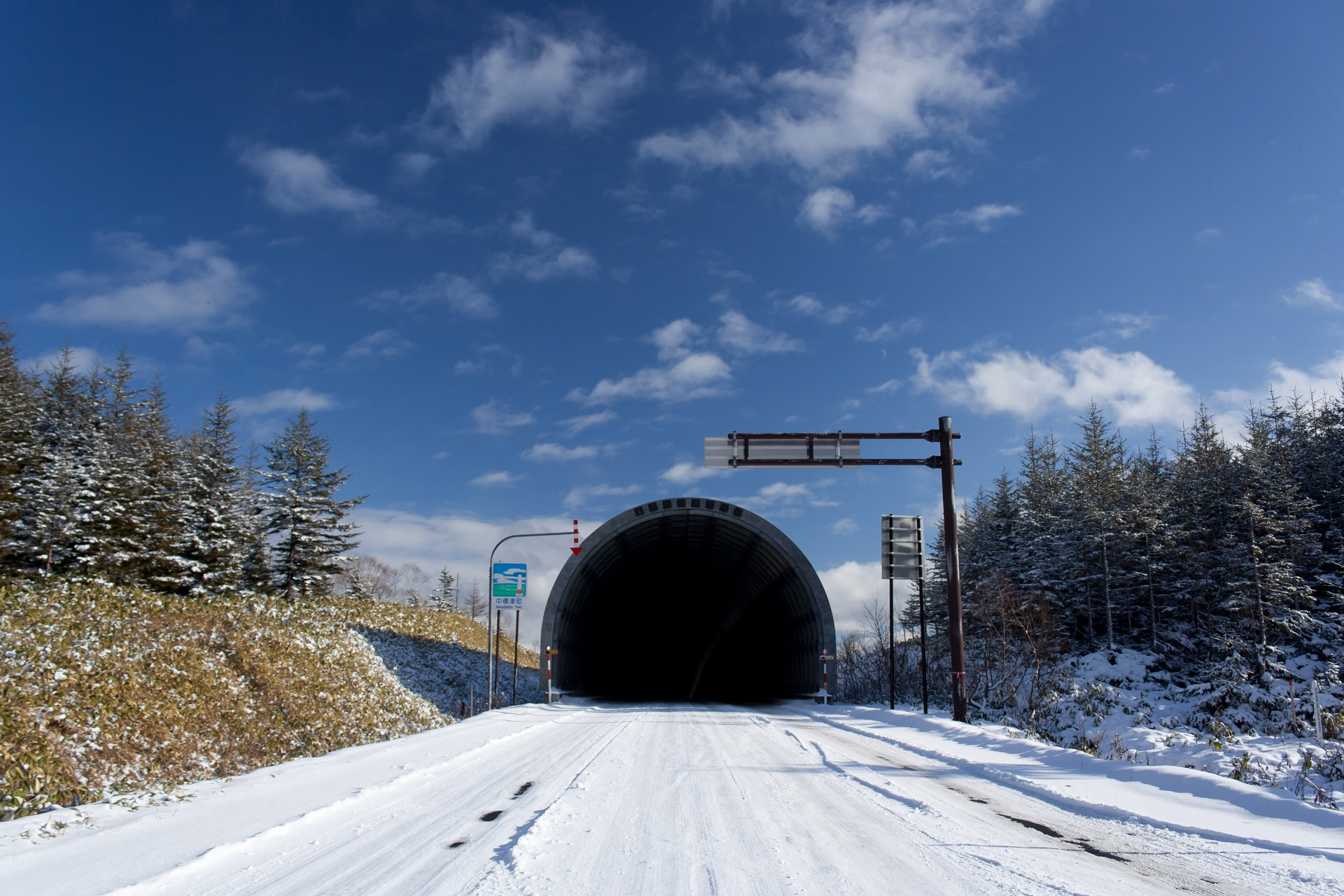
裏摩周シェルター西端清里町側

#### 常設型ゲート
- 裏摩周ゲート（清里町国有林1026林班、清里峠交差点付近）

#### 覆道
- 裏摩周シェルター（裏摩周ゲートの東。ほとんどが中標津町だが西端は清里町。）[4]

## 地理

### 通過する自治体
- 北海道
  - オホーツク総合振興局
    - 斜里郡清里町

  - 釧路総合振興局
    - 川上郡弟子屈町

  - 根室振興局
    - 標津郡中標津町

### 交差する道路
清里町
- 北海道道1115号摩周湖斜里線 - 摩周湖畔、清里峠（重複）

中標津町
- 北海道道505号養老牛計根別停車場線 - 字養老牛
- 北海道道505号養老牛計根別停車場線 - 字西竹、字養老牛（重複）
- 北海道道885号養老牛虹別線 - 字養老牛
- 北海道道833号俣落西五条線 - 字俣落
- 北海道道775号上武佐計根別停車場線 - 字開陽
- 北海道道975号開陽川北線 - 字開陽
- 北海道道69号中標津空港線 - 北中
- 北海道道13号中標津標茶線 - 北中
- 北海道道774号川北中標津線 - 大通南1・大通北1交差点
- 国道272号 - 桜ヶ丘2丁目交差点（終点）
- 北海道道8号根室中標津線 - 桜ヶ丘2丁目交差点（終点）

### 主な峠
- 清里峠 - 中標津町・清里町間の清里町側にある峠[4]